# Дуниното куче
Ду̀ниното ку̀че е връх в Северен Пирин. Намира се в северизточния дял на Котешкия рид и е с височина от 2469 метра надморска височина. Върхът е изграден от мрамори. Представлява гол склаист връх, чиито склонове се спускат стръмно. Западните склонове на Дуниното куче са лавиноопасни и се спускат към циркуса Баюви дупки, а югоизточните склонове се спускат към циркуса Бански суходол.
Върхът се намира в границите на резервата „Баюви дупки - Джинджирица“. Изходен пункт за изкачване на връх Дуниното куче е град Банско.